# پیر کوپیترس
پیر کوپیترس (انگلیسی: Pierre Coppieters؛ زادهٔ ۲۴ ژوئن ۱۹۰۷ - درگذشته نامشخص) بازیکن واترپلو و شناگر اهل بلژیک است.